# Hadrijan
Publius Aelius Traianus Hadrianus, poznatiji kao Hadrijan, (24. siječnja 76. – 10. srpnja 138.) bio je rimski car u periodu od 117. do 138. godine. Bio je iz roda Aelia. Hadrijan je bio treći od Pet dobrih careva.
Od prijašnjeg cara Trajana nasljedio je golemo carstvo.
Hadrijan je bio car-putnik jer je proputovao cijelo Rimsko Carstvo. Atena mu je bila grad miljenik, a dao je sagraditi zid koji je odvojio Britaniju od Škotske koja je bila barbarska. Taj zid zove se Hadrijanov zid i još postoji. Za njegove vladavine obnovljen je i najpoznatiji (i najbolje očuvani) rimski hram – Panteon, kojeg je sagradio Augustov vojskovođa i zet Agripa. Neki povjesničari tvrde da je planove za ovaj velebni hram s kupolom obnovio sam Hadrijan. U doba njegove vladavine izbio je drugi veći ustanak u Judeji kojeg je vodio Bar Kohba. Povod ustanka je bio taj što je Hadrijan želio da se u Jeruzalemu sagradi Jupiterov hram u kojem se trebao štovati carev kult. Ustanak je ugušen nakon pet godina, a Jeruzalem pretvoren u rimsku koloniju.
Pokopan je u svom mauzoleju, velebnoj kružnoj građevini koju je izgradio u centru Rima.
| Prethodnik:         | Rimski carevi | Nasljednik:               |
| Trajan (98. – 117.) | Rimski carevi | Antonin Pio (138. – 161.) |